# Бестселлер (фильм, 2021)
«Бестселлер» (англ. Best Sellers) — комедийная драма, снятая Линой Росслер.

## Сюжет
Люси получает в наследство издательский бизнес, который в половине шага от банкротства. Чтобы возродить популярность издательства, ей приходится приложить немало усилий. Однажды она неожиданно узнаёт что издательству задолжал книгу Харрис Шоу, пожилой эксцентричный писатель-пьяница. Вероятно, он и его новое произведение последний шанс Люси спасти семейный бизнес.

## В ролях
- Майкл Кейн — Харрис Шоу
- Обри Плаза — Люси Стэнбридж
- Скотт Спидмен — Джек Синклер
- Эллен Вонг — Рейчел Спенс
- Кэри Элвес — Халпрен Нолан
- Вероника Феррес — Дрю Дэвис

## Производство и релиз
В декабре Эллен Вонг, Кэри Элвес присоединились к актёрскому составу фильма.
Съёмки начались в ноябре 2019 года в Монреале.
Премьера состоялось на международном кинофестивале в Мельбурне 7 августа 2021 года. В США фильм вышел 17 сентября 2021 года. В России фильм вышел 30 сентября 2021 года.

## Восприятие
Фильм получил смешанные отзывы. Хвалят в основном игру Майкла Кейна.